# بوندس‌لیگا ۲۳–۲۰۲۲
بوندس‌لیگا ۲۳–۲۰۲۲ شصتمین فصل بوندس‌لیگا، رقابت‌های برتر فوتبال آلمان است. در ۵ اوت ۲۰۲۲ آغاز شد و در ۲۷ مهٔ ۲۰۲۳ با قهرمانی باشگاه فوتبال بایرن مونیخ به پایان رسید.
از آنجایی که جام جهانی فوتبال ۲۰۲۲ بین ۲۰ نوامبر تا ۱۸ دسامبر ۲۰۲۲ به‌دلیل شرایط آب و هوایی کشور میزبان قطر برگزار شد، لیگ یک توقف طولانی در طول فصل داشت. از آنجایی که بازیکنان تیم ملی باید توسط باشگاه‌هایشان در ۱۴ نوامبر ۲۰۲۲ آزاد می‌شدند، آخرین بازی بوندس‌لیگا قبل از تعطیلات از ۱۱ تا ۱۳ نوامبر (مسابقهٔ ۱۵) برگزار شد. لیگ ده هفته بعد در ۲۰ ژانویه ۲۰۲۳ از سر گرفته شد.
مسابقات در ۱۷ ژوئن ۲۰۲۲ اعلام شد.

## تیم‌ها
در مجموع ۱۸ تیم در فصل ۲۳–۲۰۲۲ بوندس‌لیگا شرکت خواهند کرد.

### تغییرات تیمی
| صعود از بوندس‌لیگا ۲. ۲۲–۲۰۲۱ | سقوط از بوندس‌لیگا ۲۲–۲۰۲۱  |
| ---------------------------- | -------------------------- |
| شالکه ۰۴ وردربرمن            | آرمینیا بیله‌فلد گروتر فورت |

### ورزشگاه‌ها و مکان‌ها
| تیم                   | محل                  | ورزشگاه             | گنجایش | Ref.          |
| --------------------- | -------------------- | ------------------- | ------ | ------------- |
| آگسبورگ               | آگسبورگ              | آگسبورگ آرنا        | ۳۰٬۶۶۰ | [ ۳ ]         |
| هرتابرلین             | برلین                | المپیاستادیون       | ۷۴۶۴۹  | [ ۴ ]         |
| یونیون برلین          | برلین                | آلتن فورستری        | ۲۲۰۱۲  | [ ۵ ]         |
| بوخوم                 | بوخوم                | روهراشتادیون        | ۲۷۵۹۹  | [ ۶ ]         |
| وردر برمن             | برمن                 | وزراشتادیون         | ۴۲۱۰۰  | [ ۷ ]         |
| بورسیا دورتموند       | دورتموند             | سیگنال ایدونا پارک  | ۸۱٬۳۶۵ | [ ۸ ]         |
| اینتراخت فرانکفورت    | فرانکفورت            | پارک دویچه بانک     | ۵۱۵۰۰  | [ ۹ ]         |
| فرایبورگ              | فرایبورگ در بریسگائو | ورزشگاه یوروپا پارک | ۳۴۷۰۰  | [ ۱۰ ] [ ۱۱ ] |
| هوفنهایم              | زینسهایم             | پرزیرو آرنا         | ۳۰٬۱۵۰ | [ ۱۲ ]        |
| کلن                   | کلن                  | راین انرژی          | ۴۹۶۹۸  | [ ۱۳ ]        |
| لایپزیگ               | لایپزیگ              | ردبول آرنا          | ۴۷۰۶۹  | [ ۱۴ ]        |
| بایر لورکوزن          | لورکوزن              | بای‌آرنا             | ۳۰٬۲۱۰ | [ ۱۵ ]        |
| ماینتس ۰۵             | ماینتس               | میوا آرنا           | ۳۴۰۰۰  | [ ۱۶ ]        |
| بوروسیا مونشن گلادباخ | مونشن گلادباخ        | بوروسیا پارک        | ۵۴٬۰۵۷ | [ ۱۷ ]        |
| بایرن مونیخ           | مونیخ                | آلیانز آرنا         | ۷۵۰۰۰  | [ ۱۸ ]        |
| شالکه ۰۴              | گلزنکرخن             | فلتینس آرنا         | ۶۲۲۷۱  | [ ۱۹ ]        |
| اشتوتگارت             | اشتوتگارت            | مرسدس بنز آرنا      | ۶۰٬۴۴۹ | [ ۲۰ ]        |
| ولفسبورگ              | ولفسبورگ             | فولکس واگن آرنا     | ۳۰۰۰۰  | [ ۲۱ ]        |

## جدول
| رتبه | تیم                               | بازی | برد | مساوی | باخت | گل زده | گل خورده | گل تفاضل | امتیاز | صعود یا سقوط                                   |
| ---- | --------------------------------- | ---- | --- | ----- | ---- | ------ | -------- | -------- | ------ | ---------------------------------------------- |
| ۱    | باشگاه فوتبال بایرن مونیخ (C)     | ۳۴   | ۲۱  | ۸     | ۵    | ۹۲     | ۳۸       | ۵۴+      | ۷۱     | صعود به مرحله گروهی لیگ قهرمانان اروپا ۲۴–۲۰۲۳ |
| ۲    | باشگاه فوتبال بروسیا دورتموند     | ۳۴   | ۲۲  | ۵     | ۷    | ۸۳     | ۴۴       | ۳۹+      | ۷۱     | صعود به مرحله گروهی لیگ قهرمانان اروپا ۲۴–۲۰۲۳ |
| ۳    | باشگاه فوتبال لایپزیگ             | ۳۴   | ۲۰  | ۶     | ۸    | ۶۴     | ۴۱       | ۲۳+      | ۶۶     | صعود به مرحله گروهی لیگ قهرمانان اروپا ۲۴–۲۰۲۳ |
| ۴    | باشگاه فوتبال یونیون برلین        | ۳۴   | ۱۸  | ۸     | ۸    | ۵۱     | ۳۸       | ۱۳+      | ۶۲     | صعود به مرحله گروهی لیگ قهرمانان اروپا ۲۴–۲۰۲۳ |
| ۵    | باشگاه ورزشی فرایبورگ             | ۳۴   | ۱۷  | ۸     | ۹    | ۵۱     | ۴۴       | ۷+       | ۵۹     | صعود به مرحله گروهی لیگ اروپا ۲۴–۲۰۲۳          |
| ۶    | باشگاه فوتبال بایر ۰۴ لورکوزن     | ۳۴   | ۱۴  | ۸     | ۱۲   | ۵۷     | ۴۹       | ۸+       | ۵۰     | صعود به مرحله گروهی لیگ اروپا ۲۴–۲۰۲۳          |
| ۷    | باشگاه فوتبال آینتراخت فرانکفورت  | ۳۴   | ۱۳  | ۱۱    | ۱۰   | ۵۸     | ۵۲       | ۶+       | ۵۰     | صعود به مرحله پلی‌آف لیگ کنفرانس اروپا ۲۴–۲۰۲۳  |
| ۸    | باشگاه فوتبال وولفسبورگ           | ۳۴   | ۱۳  | ۱۰    | ۱۱   | ۵۷     | ۴۸       | ۹+       | ۴۹     |                                                |
| ۹    | باشگاه فوتبال ماینتس ۰۵           | ۳۴   | ۱۲  | ۱۰    | ۱۲   | ۵۴     | ۵۵       | ۱−       | ۴۶     |                                                |
| ۱۰   | باشگاه فوتبال بروسیا مونشن‌گلادباخ | ۳۴   | ۱۱  | ۱۰    | ۱۳   | ۵۲     | ۵۵       | ۳−       | ۴۳     |                                                |
| ۱۱   | باشگاه فوتبال کلن                 | ۳۴   | ۱۰  | ۱۲    | ۱۲   | ۴۹     | ۵۴       | ۵−       | ۴۲     |                                                |
| ۱۲   | باشگاه فوتبال هوفنهایم            | ۳۴   | ۱۰  | ۶     | ۱۸   | ۴۸     | ۵۷       | ۹−       | ۳۶     |                                                |
| ۱۳   | باشگاه ورزشی وردر برمن            | ۳۴   | ۱۰  | ۶     | ۱۸   | ۵۱     | ۶۴       | ۱۳−      | ۳۶     |                                                |
| ۱۴   | باشگاه فوتبال بوخوم               | ۳۴   | ۱۰  | ۵     | ۱۹   | ۴۰     | ۷۲       | ۳۲−      | ۳۵     |                                                |
| ۱۵   | باشگاه فوتبال آگسبورگ             | ۳۴   | ۹   | ۷     | ۱۸   | ۴۲     | ۶۳       | ۲۱−      | ۳۴     |                                                |
| ۱۶   | باشگاه فوتبال اشتوتگارت (O)       | ۳۴   | ۷   | ۱۲    | ۱۵   | ۴۵     | ۵۷       | ۱۲−      | ۳۳     | مرحله پلی‌آف سقوط                               |
| ۱۷   | باشگاه فوتبال شالکه ۰۴ (R)        | ۳۴   | ۷   | ۱۰    | ۱۷   | ۳۵     | ۷۱       | ۳۶−      | ۳۱     | سقوط بوندس لیگا ۲                              |
| ۱۸   | باشگاه فوتبال هرتابرلین (R)       | ۳۴   | ۷   | ۸     | ۱۹   | ۴۲     | ۶۹       | ۲۷−      | ۲۹     | سقوط بوندس لیگا ۲                              |

1. 1 2  Since the 2022–23 DFB-Pokal winners, RB Leipzig, qualified for the Champions League based on league position, the Europa League group stage spot was passed to the sixth-placed team, and the Europa Conference League play-off round spot was passed to the seventh-placed team.